# Verwaltungsgemeinschaft Auma-Weidatal

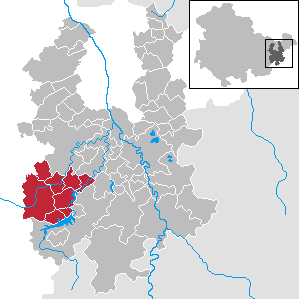
Lage der ehemaligen Verwaltungsgemeinschaft im Landkreis Greiz

In der ehemaligen Verwaltungsgemeinschaft Auma-Weidatal im thüringischen Landkreis Greiz hatten sich die Stadt Auma und sieben Gemeinden zur Erledigung ihrer Verwaltungsgeschäfte zusammengeschlossen. Sitz der Verwaltungsgemeinschaft war Auma.

## Die Gemeinden
Nachfolgend die ehemals zur Verwaltungsgemeinschaft gehörigen Gemeinden und deren Einwohnerzahl (Stand: 31. Dezember 2008):
| Gemeinde      | Einwohner |
| ------------- | --------- |
| Auma, Stadt   | 3.090     |
| Braunsdorf    | 237       |
| Göhren-Döhlen | 143       |
| Merkendorf    | 307       |

| Gemeinde    | Einwohner |
| ----------- | --------- |
| Silberfeld  | 110       |
| Staitz      | 299       |
| Wiebelsdorf | 264       |
| Zadelsdorf  | 152       |

- Datenquelle: Thüringer Landesamt für Statistik

## Geschichte
Die Verwaltungsgemeinschaft wurde am 3. Januar 1996 gegründet. Die Stadt Auma, Silberfeld und Zadelsdorf bildeten zuvor die Verwaltungsgemeinschaft Auma, die übrigen Gemeinden die Verwaltungsgemeinschaft Weidatal. Zum 1. Dezember 2011 schloss sich die Stadt Auma mit Braunsdorf, Göhren-Döhlen, Staitz und Wiebelsdorf zur Landgemeinde und Stadt Auma-Weidatal zusammen. Merkendorf, Silberfeld und Zadelsdorf wurden nach Zeulenroda-Triebes eingemeindet.

### Einwohnerentwicklung
Entwicklung der Einwohnerzahl (Stand jeweils 31. Dezember):
| - 1996: 5327 - 1997: 5286 - 1998: 5265 - 1999: 5155 - 2000: 5123 | - 2001: 5070 - 2002: 5006 - 2003: 4933 - 2004: 4874 - 2005: 4789 | - 2006: 4742 - 2007: 4654 - 2008: 4602 |

 Datenquelle: Thüringer Landesamt für Statistik